# Flesh & Blood (filme)
Flesh & Blood (Brasil: Conquista Sangrenta ) é um filme estadunidense de 1985, do gênero aventura, dirigido por Paul Verhoeven e estrelado por Rutger Hauer, Jennifer Jason Leigh e Jack Thompson. O filme se passa na Europa em 1501, e o título faz alusão a sexo e violência, temas do filme.